# Saint-Pierre-de-la-Fage
Saint-Pierre-de-la-Fage település Franciaországban, Hérault megyében. Lakosainak száma 123 fő (2022. január 1.). Saint-Pierre-de-la-Fage Saint-Étienne-de-Gourgas, Saint-Michel, Saint-Privat és La Vacquerie-et-Saint-Martin-de-Castries községekkel határos.

## Népesség
A település népessége az elmúlt években az alábbi módon változott:
| Lakosok száma | 57   | 56   | 76   | 114  | 107  | 122  | 130  | 135  | 131  | 123  |
|               | 1968 | 1982 | 1990 | 2006 | 2013 | 2015 | 2017 | 2019 | 2020 | 2022 |